# Eagle Lake, Maine
Eagle Lake är en ort (town) i Aroostook County, Maine, USA. Cirka 50% av befolkningen är fransktalande.
1. ↑  United States Census Bureau (red.), USA:s folkräkning 2020, läs online, läst: 1 januari 2022.[källa från Wikidata]